# Diplusodon
Diplusodon là một chi thực vật có hoa trong họ Lythraceae.

## Hình ảnh

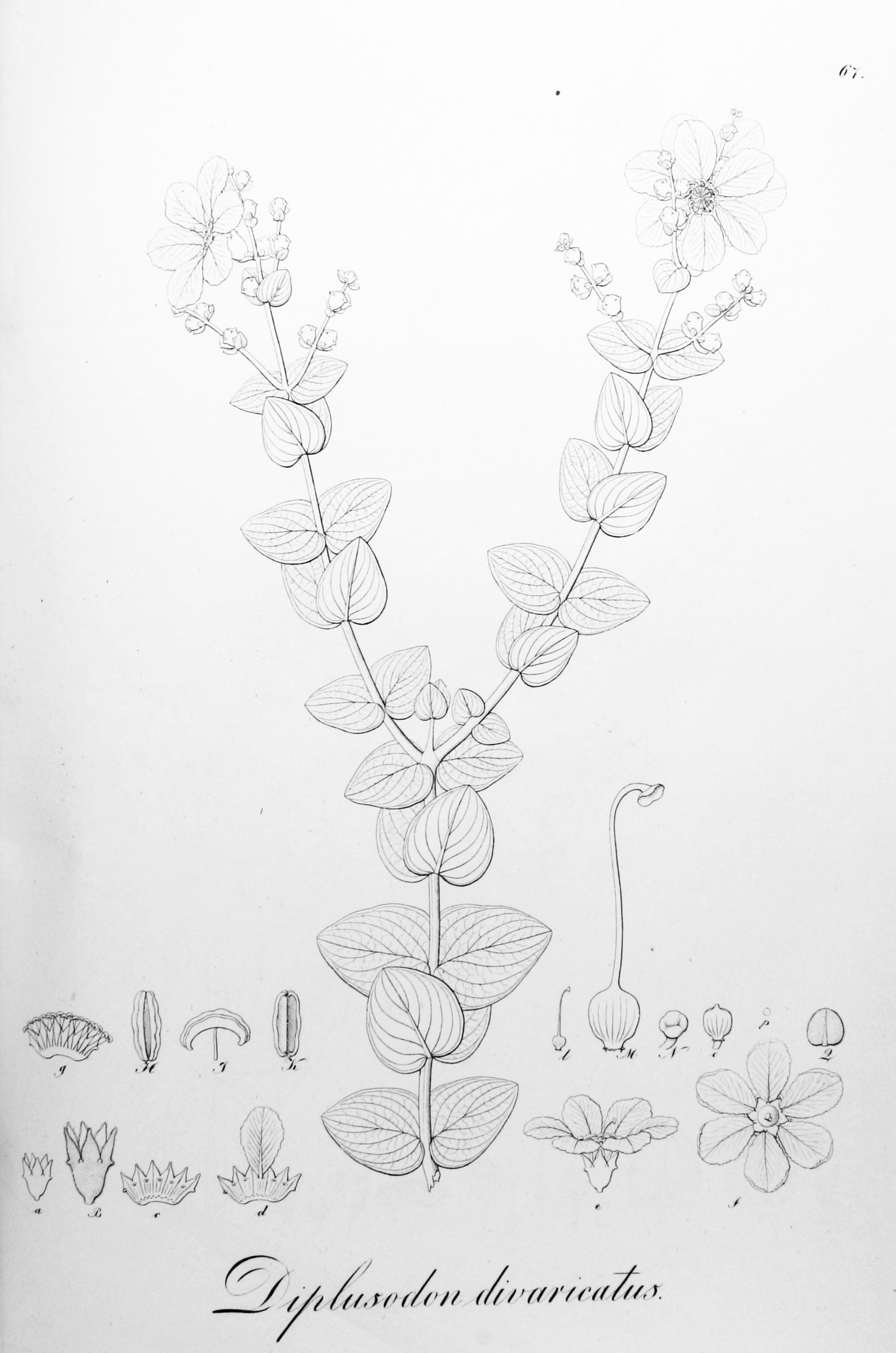
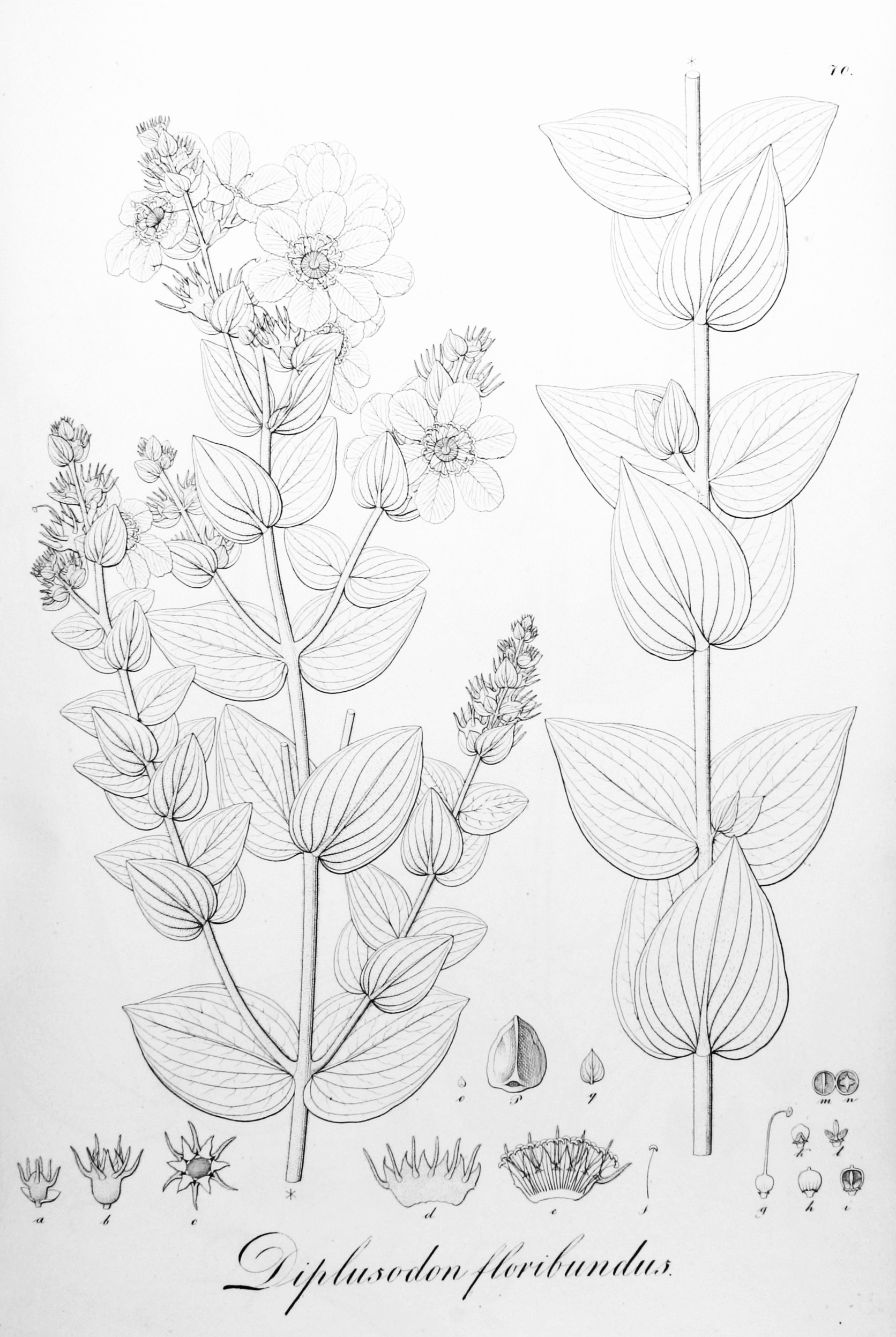
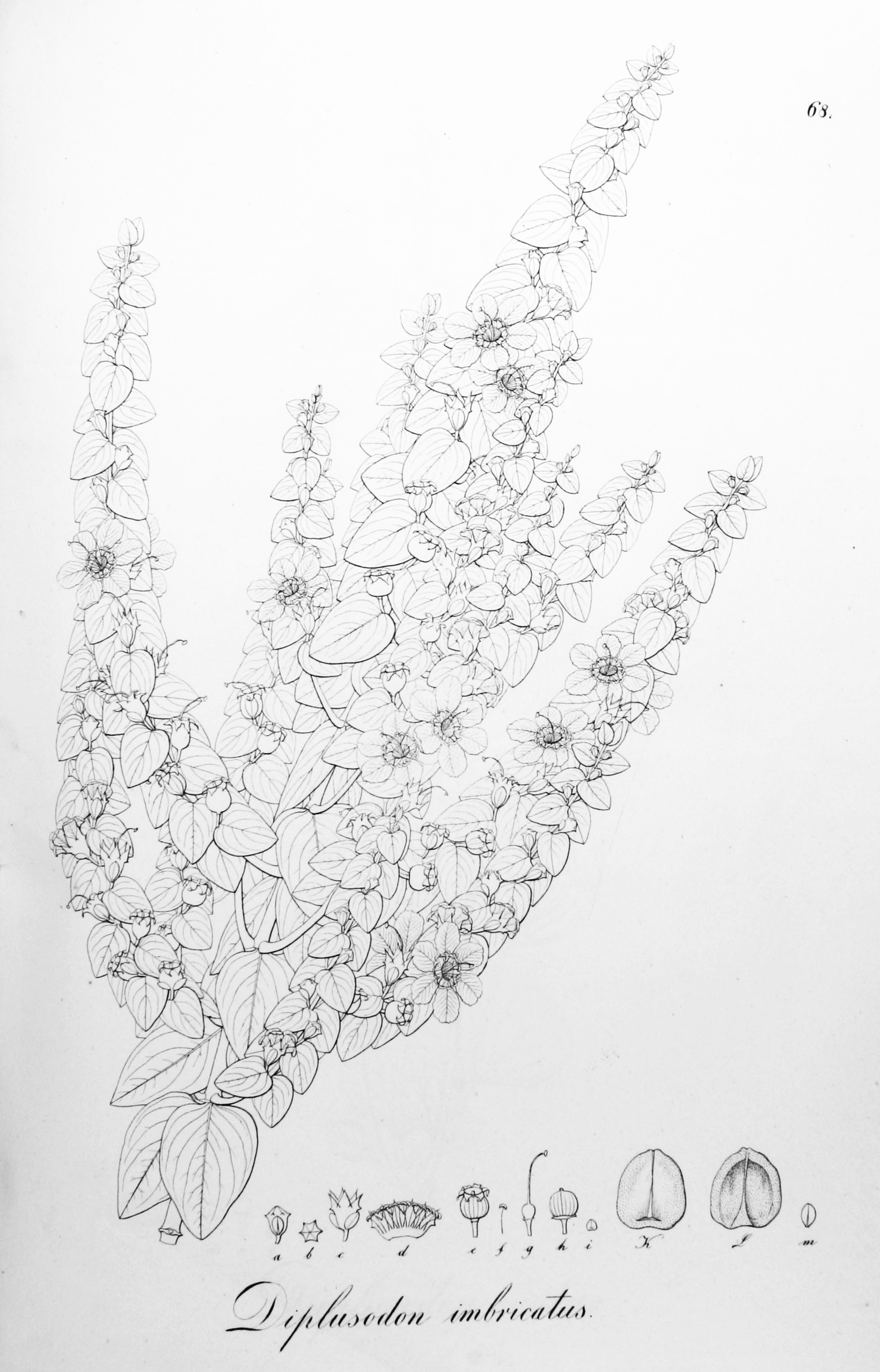
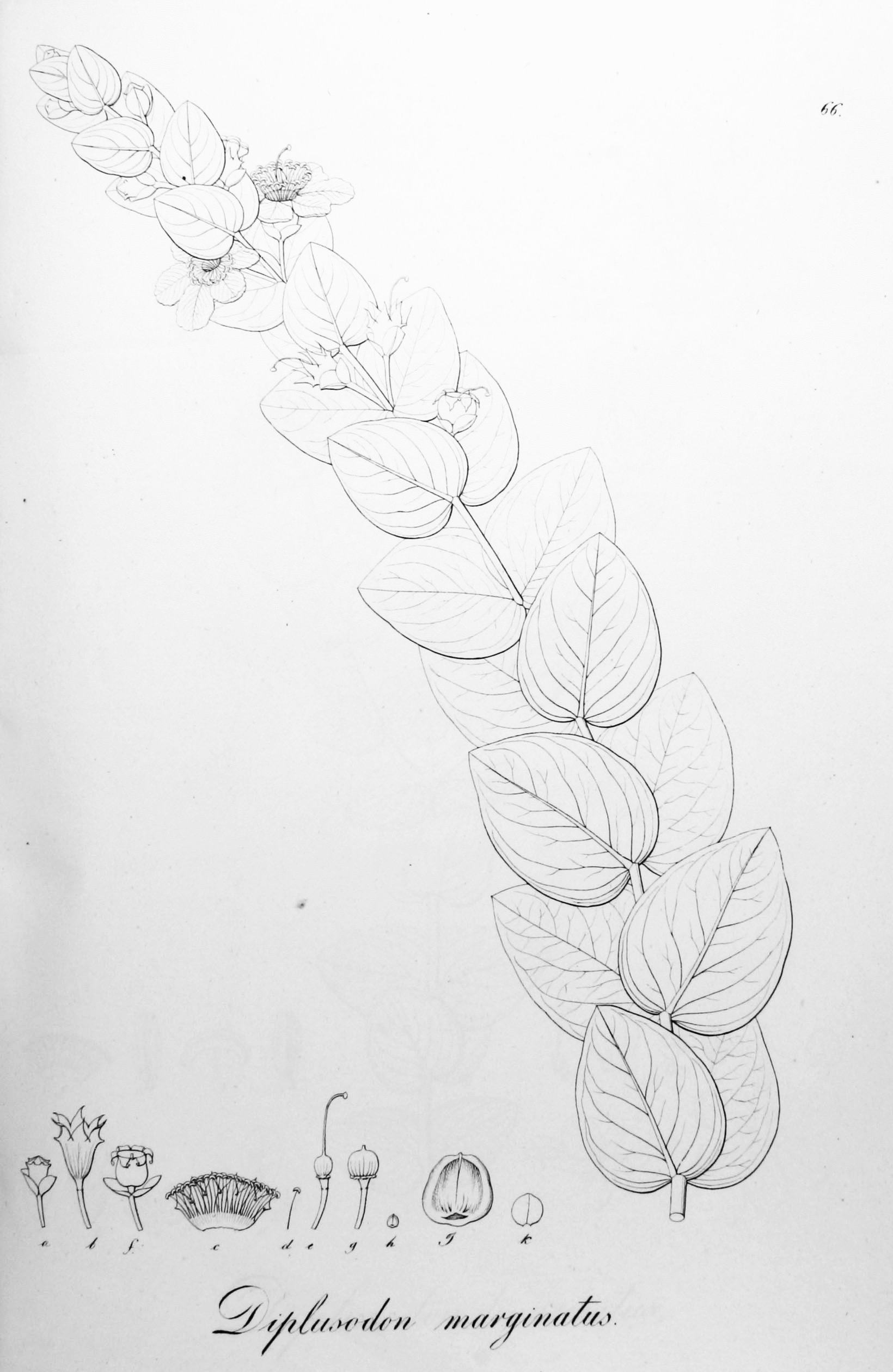

## Loài
Chi này gồm các loài: